# アングリー
アングリー（ANGRY）は、1986年にポール・マッカートニー（Paul McCartney）が発表した楽曲。

## 解説
ソロ・アルバム「プレス・トゥ・プレイ」収録曲。
エリック・スチュワートとの共作曲。

ギターはピート・タウンゼント、ベースはポール、ドラムはフィル・コリンズのトリオ編成で演奏されている。